# 제3회 KBS 창작동요대회
- 방영일: 1991년 10월 12일 토요일 오후 6:20 KBS 1TV
- 녹화일: 1991년 10월 5일 토요일
- 장소: 여의도 KBS 공개홀
- 사회: 유열, 이한숙

- 시상내역
  - 최우수상 1팀 - 상금 150만원과 상패, 피아노 1대
  - 우수상 2팀 - 각각 상금 80만원과 상패, 컴퓨터
  - 장려상 3팀 - 각각 상금 40만원과 상패, 전자오르간
  - 참가상 본선팀 모두 - 기념패

- 심사위원
  - 김공선(동요작곡가)
  - 한상우(음악평론가)
  - 정세문(동요작곡가)
  - 유종(지휘자)
  - 오세균(동요작곡가,2회 대회 최우수상 수상자)
  - 황영금(연세대 음대교수,성악가)
  - 한용희(동요작곡가)
  - 김세환(가수)
  - 정두리(아동문학가)
  - 안국정(KBS 교양제작국장)

- 참가팀: 예선에 244곡이 참여해 1,2차예선을 거쳐 최종본선에 18팀이 오름.

| 참가번호 | 곡명               | 작사   | 작곡                                   | 가창자 | 비고     |
| -------- | ------------------ | ------ | -------------------------------------- | --- | -------- |
| 1        | 가을이 왔다고 해요 | 한지영 | 한지영(동요 작곡가)                    | 김태헌 (충북 청주 중앙국민학교 4학년), 김경진 (서울 도성국민학교 4학년), 성수진 (서울 도성국민학교 4학년) | 장려상   |
| 2        | 나의 친구에게      | 이경미 | 송택동(서울 관악국민학교 교사)         | 윤주현(서울 관악국민학교 6학년)                                                                           |          |
| 3        | 모래밭 썰물        | 김원겸 | 조원경(동요 작곡가)                    | 서승희(서울 청담국민학교 5학년)                                                                           |          |
| 4        | 그네               | 배혜숙 | 김진덕(울산 중앙국민학교 교사)         | 박창미(울산 삼신국민학교 6학년)                                                                           |          |
| 5        | 가을 들녘길        | 이성동 | 이성동(서울 가동국민학교 교사)         | 박소담, 서지은, 석정인, 이지해(서울 가동국민학교 4, 5학년)                                                | 장려상   |
| 6        | 고향하늘           | 김종상 | 정윤환(서울 숭의국민학교 교사)         | 이지윤(서울 세륜국민학교 4학년)                                                                           |          |
| 7        | 숨바꼭질           | 정삼화 | 정삼화(부산 개포국민학교 교사)         | 조선지(부산 사하국민학교 4학년)                                                                           | 장려상   |
| 8        | 꿈꾸는 도화지      | 홍명희 | 홍명희(서울 방배국민학교 교사)         | 강정윤(서울 방배국민학교 5학년)                                                                           |          |
| 9        | 마음을 새롭게      | 이강산 | 김형자(전북 정읍 덕천국민학교 교사)    | 최영준(전북 정읍 덕천국민학교 5학년), 임현주(전북 정읍 서국민학교 5학년)                                  |          |
| 10       | 느티나무           | 김원겸 | 김정철(동요 작곡가)                    | 이수진(서울 응암국민학교 6학년)                                                                           |          |
| 11       | 비누방울아         | 이희규 | 양순구(경남 진주교대부속국민학교 교사) | 김은혜(경남 진주교대부속국민학교 6학년)                                                                   | 우수상   |
| 12       | 황금들             | 이순형 | 이순형(경기 안양 석수 국민학교 교사)   | 이보경(경기 안양 서국민학교 6학년)                                                                        | 장려상   |
| 13       | 저 아름다운 산에는 | 문원자 | 문원자(서울 송파국민학교 교사)         | 이성은, 박선영(서울 송파국민학교 4~6학년)                                                                 |          |
| 14       | 초롱꽃             | 장병훈 | 황경자(대구 반야월국민학교 교사)       | 김소선(대구국민학교 6학년)                                                                                |          |
| 15       | 노을지는 강가에서  | 김봉학 | 김봉학(서울 계성국민학교 교사)         | 조문희(서울 중대부속국민학교 5학년)                                                                       |          |
| 16       | 시골버스           | 김재원 | 정연택(경기 안산 본오국민학교 교사)    | 김두현(서울 강덕국민학교 4학년)                                                                           |          |
| 17       | 송사리             | 권오훈 | 김태욱(부산 남천국민학교 교사)         | 이현주(부산 광남국민학교 6학년)                                                                           | 우수상   |
| 18       | 팽이치기           | 윤이현 | 이경숙(서울 중평국민학교 교사)         | 최효연(서울 중평국민학교 6학년)                                                                           | 최우수상 |